# Amastus affinis
Amastus affinis är en fjärilsart som beskrevs av Rothschild 1909. Amastus affinis ingår i släktet Amastus och familjen björnspinnare. Inga underarter finns listade i Catalogue of Life.